# Hubert Forstinger
Hubert Forstinger (2 settembre 1946) è un ex arbitro di calcio austriaco, ritiratosi nel 1994.

## Carriera
Dal 1985 al 1994, per nove anni, ha diretto incontri della Bundesliga, la massima serie austriaca. Dal 1987 al 1995, invece, è stato inserito nelle liste degli arbitri internazioni di UEFA e FIFA. Nel 1989 ha preso parte al Campionato mondiale di calcio Under-20 in Arabia Saudita, dirigendo Brasile-Stati Uniti U20, e nel 1990 dirige alcuni incontri delle qualificazioni al campionato mondiale di calcio 1990 e 1994. Nel 1992, invece, ha preso parte al campionato d'Europa 1992 in Svezia, insieme agli assistenti arbitrali Johann Möstl e Alois Pemmer e al collega Gerhard Kapl nel ruolo di quarto ufficiale. In questo Campionato europeo ha diretto un solo incontro, Francia-Danimarca, terminato 1-2.